# Grand Prix Formule 1 van Monaco 1955
De Grand Prix Formule 1 van Monaco 1955 werd gehouden op 22 mei in Monte Carlo op het circuit van Monaco. Het was de tweede race van het seizoen.

## Uitslag
| Pos. | Nr. | Coureur                   | Constructeur | Rondes | Tijd / Oorzaak uitval | Grid | Punten |
| ---- | --- | ------------------------- | ------------ | ------ | --------------------- | ---- | ------ |
| 1    | 44  | Maurice Trintignant       | Ferrari      | 100    | 2:58:09.8             | 9    | 8      |
| 2    | 30  | Eugenio Castellotti       | Lancia       | 100    | +20,2 s               | 4    | 6      |
| 3    | 34  | Jean Behra Cesare Perdisa | Maserati     | 99     | +1 Ronde              | 5    | 2      |
| 4    | 42  | Nino Farina               | Ferrari      | 99     | +1 Ronde              | 14   | 3      |
| 5    | 28  | Luigi Villoresi           | Lancia       | 99     | +1 Ronde              | 7    | 2      |
| 6    | 32  | Louis Chiron              | Lancia       | 95     | +5 Rondes             | 19   |        |
| 7    | 10  | Jacques Pollet            | Gordini      | 91     | +9 Rondes             | 20   |        |
| 8    | 48  | Piero Taruffi Paul Frère  | Ferrari      | 86     | +14 Rondes            | 15   |        |
| 9    | 16  | Stirling Moss             | Mercedes     | 81     | +19 Rondes            | 3    |        |
| NF   | 40  | Cesare Perdisa Jean Behra | Maserati     | 86     | Spin                  | 11   |        |
| NF   | 26  | Alberto Ascari            | Lancia       | 80     | Ongeluk               | 2    |        |
| NF   | 46  | Harry Schell              | Ferrari      | 68     | Motor                 | 18   |        |
| NF   | 36  | Roberto Mieres            | Maserati     | 64     | Transmissie           | 6    |        |
| NF   | 12  | Élie Bayol                | Gordini      | 63     | Transmissie           | 16   |        |
| NF   | 2   | Juan Manuel Fangio        | Mercedes     | 49     | Transmissie           | 1    | 1S     |
| NF   | 8   | Robert Manzon             | Gordini      | 38     | Versnellingsbak       | 13   |        |
| NF   | 4   | André Simon               | Mercedes     | 24     | Motor                 | 10   |        |
| NF   | 18  | Mike Hawthorn             | Vanwall      | 22     | Gaspedaal             | 12   |        |
| NF   | 14  | Louis Rosier              | Maserati     | 8      | Benzinelek            | 17   |        |
| NF   | 38  | Luigi Musso               | Maserati     | 7      | Transmissie           | 8    |        |
| NQ   | 22  | Lance Macklin             | Maserati     |        |                       |      |        |
| NQ   | 24  | Ted Whiteaway             | HWM-Alta     |        |                       |      |        |
| NQ   | 4   | Hans Herrmann             | Mercedes     |        | Rijder geblesseerd    |      |        |

## Statistieken
| Pole-position | Juan Manuel Fangio | Mercedes | 1:41.1 |
| Snelste ronde | Juan Manuel Fangio | Mercedes | 1:42.4 |

## Noot
- Dit was het debuut voor de Britse coureur Ted Whiteaway en de Italiaanse coureur Cesare Perdisa.
- Dit was de eerste Grand Prix-winst voor Maurice Trintignant en voor een Franse coureur.
- Dit was de eerste podiumplaats voor Eugenio Castellotti en voor Cesare Perdisa.
- Dit was de tiende en elfde podiumplaats voor een Franse coureur.

1929 · 1930 · 1931 · 1932 · 1933 · 1934 · 1935 · 1936 · 1937 · 1948 · 1950 · 1955 · 1956 · 1957 · 1958 · 1959 · 1960 · 1961 · 1962 · 1963 · 1964 · 1965 · 1966 · 1967 · 1968 · 1969 · 1970 · 1971 · 1972 · 1973 · 1974 · 1975 · 1976 · 1977 · 1978 · 1979 · 1980 · 1981 · 1982 · 1983 · 1984 · 1985 · 1986 · 1987 · 1988 · 1989 · 1990 · 1991 · 1992 · 1993 · 1994 · 1995 · 1996 · 1997 · 1998 · 1999 · 2000 · 2001 · 2002 · 2003 · 2004 · 2005 · 2006 · 2007 · 2008 · 2009 · 2010 · 2011 · 2012 · 2013 · 2014 · 2015 · 2016 · 2017 · 2018 · 2019 · 2020 · 2021 · 2022 · 2023 · 2024 · 2025
Als eretitel: 1923 (Italië) · 1924 (Frankrijk) · 1925 (België) · 1926 (San Sebastián) · 1927 (Italië) · 1928 (Italië) · 1930 (België) · 1947 (België) · 1948 (Zwitserland) · 1949 (Italië) · 1950 (Groot-Brittannië) · 1951 (Frankrijk) · 1952 (België) · 1954 (Duitsland) · 1955 (Monaco) · 1956 (Italië) · 1957 (Groot-Brittannië) · 1958 (België) · 1959 (Frankrijk) · 1960 (Italië) · 1961 (Duitsland) · 1962 (Nederland) · 1963 (Monaco) · 1964 (Groot-Brittannië) · 1965 (België) · 1966 (Frankrijk) · 1967 (Italië) · 1968 (Duitsland) · 1972 (Groot-Brittannië) · 1973 (België) · 1974 (Duitsland) · 1975 (Oostenrijk) · 1976 (Nederland) · 1977 (Groot-Brittannië)
Als alleenstaande race: 1983 · 1984 · 1985 · 1993 · 1994 · 1995 · 1996 · 1997 · 1999 · 2000 · 2001 · 2002 · 2003 · 2004 · 2005 · 2006 · 2007 · 2008 · 2009 · 2010 · 2011 · 2012 · 2016